# Limba hindi
Limba hindi (în hindi: हिन्दी sau हिंदी; pronunție: [hɪnd̪iː]) este o limbă indo-europeană, ce este vorbită pe teritoriul Indiei și al mai multor țări.
Vorbitori nativi ai dialectelor Hindi alcătuiesc 41% din populația Indiei, sau 30% conform estimărilor  (360 mln vorbitori).
În Constituția Indiei, hindi este una din cele două limbi oficiale, engleza fiind cea de-a doua.
În Guvernul Indian Federal mai sunt specificate încă 22 de limbi.
Hindi oficială este deseori descrisă ca fiind limba standard, care, împreună cu engleza, este folosită în administarea guvernului central.
Limba Hindi oficială mai este și limba oficială a statului Fiji.
Termenul Hindi este unul ce semnifică perspective multiple ale clasificării limbilor; deci trebuie utilizat cu o anumită rezervă.
Hindi standard și urdu standard sunt considerate de lingviști ca fiind derivate din dialectul Khari Boli, hindi fiind sanscritizată iar urdu fiind supusă influențelor limbi persane.
Ambele sunt scrise în sisteme diferite (Devanagari respectiv perso-arabă).

## Istorie

### Antichitate (Vechea aryana)
- 600 î. e. n.: Sanskrita Vedica tarzie;
- 500 î. e. n.: Texte în Prakrita cu origine in Budism si Janism;
- 400 î. e. n.: Panini compune gramatica formala a sanscritei, astfel se reflecta trecerea de la gramatica vedica la cea paniniana (clasica);
- 250 î. e. n.: Primele registre ale sanscritei clasice;
- 100 î. e. n.-100: Sanscrita înlocuieste treptat parakrita în inscripții;
- 320: Apare sistemul de scriere Gupta;

### Evul Mediu
- 550: Inscripția Dharasena din Valabhi's mentionează literartura Apabhramsha;
- 779: Limbi regionale menționate de Udyotan Suri în „Kuvalayamala”;
- 769: Siddha Sarahpa compune Dohakosh, considerat primul poet hindi;
- 933: Shravakachar of Devasena, considerată prima carte scrisă în hindi;
- 1100: Apare Devanagari Modern;
- 1145-1229: Hemachandra scrie in gramatica Apabhramsa;

### Imperiile Islamice înIndia
- 1398-1518: Phelisul lui Amir Kushro marcheaza originea perioadei „Nirguna-Bhakti”;
- 1370-: Perioada poveștilor de dragoste în „Hansavali” din Asahat;
- 1400-1479: Raighu: ultimul dintre marii poeți Apabhramsha;
- 1450: Perioada „Saguna Bhakti” începe cu Ramananda;
- 1585: „Bhaktamal” lui Nabhadas: o descriere a poetilor din hindi bakarta;
- 1601: „Ardha-Kathanak” de Banarasidas, prima autobiografie în hindi;
- 1604: „Adi Granth” un volum de opere ale mai multor poeți de Guru Arjan Dev;
- 1532-1623: Tulsidas, autor a „Ramacharita Manasa”;
- 1623: „Gora-badal ki katha” a Jatmal, prima carte în dialectul khari boli;
- 1645: Shahjahan construiește Fortul Delhi, limba locațiea asta începe să fie numita urdu;
- 1667-1707: Compozițiile lui Vali încep să devină populare, urdu începând să înlocuiască persană în rândul nobilității din Delhi. Este numita deseori hindi;

### Perioada colonială
- Literartura limbii hindi modenă apare în perioada colonială;
- 1813-1846: Maharaja Swati Tirunal Rama Varma compune versete în hindi împreună cu limbile indiene sudice;
- 1826: „Udanta Martanda” e o revistă săptămânală scrisă în hindi;
- 1837: Shardha Ram Phillauri, autor al „Om Jai Jagdish Hare” este naăcut;
- 1839,1847: Apare cartea „History of Hindi Literature” de Garcin de Tassy;
- 1833-86: Poetul Narmad propune hindi ca limba națională a Indiei;
- 1850: Termenul Hindi nu mai este folosit pentru ceea ce numim noi azi urdu;
- 1873: Apare „Padarth-vigyan” a lui Mahendra Bhattachary (chimie);
- 1877: Apare nuvela Bhagyavati de Shardha Ram Phillauri;
- 1900: Începe perioada „Dvivedi”, în care apar scrierile naționaliste;
- 1918-1938: „Perioada chhayavad”;
- 1918: „Dakshin Bharat Hindi Prachara Sabha” fondată de Mahatma Gandhi;
- 1929: Apare „Istoria Literaturi Hindi” de Acharya Ram Chandra Shukla;
- 1931: Apare „Alam Ara”, primul film vorbit în hindi, moment important în istoria cinematografiei;
- 1930: Apar primele mașini de scris care scriu cu grafeme care îi aparțin sistemului de scriere folosit pentru scrierea limbii hindi („Nagari lekhan Yantra”);
- 1936: Kamayani, cel mai celebrat poem scris original în hindi, scris de Jaishankar Prasad;

### Perioada post-belică
- 1947: partiția Indiei transformă limba hindustani (khariboli) în 2 dialecte standardizate, urdu & versiunea modernă a limbii hindi.
- 1949: Official Language Act makes the use of Hindi in Central Government Offices mandatory
- 1949-50: Hindi este acceptata ca fiind limba oficiala"1990: Potrivit World Almanac and Book of Facts Hindi-Urdu a intrecut engleza,spaniola ,pentru a deveni cea mai vorbita limba dupa persoanele native
- 1997: Prime Minister Deve Gowda doreste promovarea limbi Hindi si a limbilor regionale,